# Dicyema truncatum
Dicyema truncatum är en djurart som tillhör fylumet rhombozoer, och som beskrevs av Charles Otis Whitman 1883. Dicyema truncatum ingår i släktet Dicyema och familjen Dicyemidae. Inga underarter finns listade i Catalogue of Life.